# Blyth (Northumberland)
Blyth – miasto w północno-wschodniej Wielkiej Brytanii, w hrabstwie Northumberland, port rybacki nad Morzem Północnym, u ujścia rzeki o tej samej nazwie. Według danych z 2001 roku miało 35 818 mieszkańców. 
Zabytkowy kościół z fragmentami architektonicznymi z końca IX wieku.
W Blyth rozwinęło się górnictwo węglowe, a także przemysł stoczniowy oraz odzieżowy.

## Miasta partnerskie
- Solingen
- Ratingen
- Gelendżyk